# Vysoké Studnice
Vysoké Studnice là một làng thuộc huyện Jihlava, vùng Vysočina, Cộng hòa Séc.